# Gert Maria Hofmann
Gert Maria Hofmann ist ein österreichischer Künstler.

## Leben
Hofmann wurde in Wien geboren und ist in Graz aufgewachsen. Zahlreiche Reisen führten den Künstler durch Europa, jahrelang lebte er in Stockholm. Hier entstanden auch die ersten Werke Hofmanns. Nach Stationen in München und Salzburg kehrte er 1976 nach Graz zurück und lebt dort seither als freischaffender Maler.
Hofmanns künstlerische Palette ist vielschichtig, er wendet sich der Schwarz-Weiß-Grafik ebenso zu wie der Ölkreidezeichnung, der Ölmalerei und der Acryltechnik. „In seinen Bildern in Mischtechnik hat Hofmann mit Schichtungen von Farbflecken, Spritzern, Punkten und Linien ein Netzwerk entstehen lassen, das sich immer mehr zu einer Textur verdichtet hat. Das gibt den Bildern ihre sprühende Lebendigkeit und ihre funkelnde Farbigkeit.“

## Ausstellungen
Zahlreiche Ausstellungen im In- und Ausland u. a.: Graz, Leoben, Kindberg, Salzburg, Innsbruck, Wels, Klagenfurt, Feldkirch, Wien, München, Köln, Hamburg, London, New York, Limone/Italien, St. Gallen, Berlin, Stockholm, Bern, Chayofa/Spanien, Montecatini, Rom, Shanghai, New Delhi, Peking, Laibach / Slowenien, 2023
Teilnahme an der „Shanghai international ART FAIR“

## Kunst im öffentlichen Raum
- Steweag, Graz
- Volksbank Graz
- Bank Austria, Salzburg
- Hotel Steigenberger, Kaprun
- EEK-Bank, Bern
- Werzers Resort Hotel, Pörtschach
- Privatklinik Laßnitzhöhe
- Privatklinik St. Radegund
- Wünsche AG, Hamburg

## Sonstiges
- 2005: Briefmarke „Kunst und Kultur aus Österreich“
- 2007: Jahresetiketten Weingut Wohlmuth
- jährlich: Sanlas Holding „KUNST-KALENDER“

## Auszeichnungen
- Ehrenplakette des Bürgermeisters der Landeshauptstadt Graz
- Goldenes Ehrenzeichen des Landes Steiermark
- Josef Krainer-Heimatpreis
- Goldenes Verdienstzeichen der Republik Österreich